# Forsterygion lapillum
Forsterygion lapillum är en fiskart som beskrevs av Hardy, 1989. Forsterygion lapillum ingår i släktet Forsterygion och familjen Tripterygiidae. Inga underarter finns listade i Catalogue of Life.